# 120038 Franlainsher
120038 Franlainsher este un asteroid din centura principală de asteroizi.

## Descriere
120038 Franlainsher este un asteroid din centura principală de asteroizi. A fost descoperit pe 26 ianuarie 2003 la Wrightwood de James Whitney Young. Asteroidul prezintă o orbită caracterizată de o semiaxă mare de 2,31 ua, o excentricitate de 0,16 și o înclinație de 7,2° în raport cu ecliptica.